# De Zomer van 1823
De Zomer van 1823 - in het voetspoor van Jacob van Lennep (RVU/2000) is een cultuurhistorische negendelige televisieserie uit 2000. Hierin lopen Geert Mak en Theo Uittenbogaard in de zomer van 2000 de voetreis na die de studievrienden Jacob van Lennep en Dirk van Hogendorp in de zomer van 1823 door Nederland maakten. De basis van deze televisie-serie werd gevormd door de 'hertaling' van het dagboek van Jacob van Lennep door de historicus Marita Mathijsen, op initiatief van filmproducent René Mendel.
Voor de jonge studenten Van Lennep (21) en Van Hoogendorp (25) was hun reis een soort inspectietocht door een onbekend land, een studie naar de mentaliteit en de cultuur van het na de Franse Tijd tot stand gekomen nieuwe Verenigd Koninkrijk der Nederlanden, waarvan België toen ook (nog) deel uitmaakte. Jacob van Lennep legde het verslag van de tocht vast in een dagboek, waarin hij minutieus de bezienswaardigheden, het landschap, de infrastructuur, de werkbezoeken aan instellingen en de zeden en gewoonten in die tijd beschrijft. Maar, ze proberen rooms-katholieken te mijden en inspecteren eigenlijk alleen het niet-katholieke deel van de Nederlanden, zo constateert Mak: "Die jongens waren pathologisch protestant".
Mak en Uittenbogaard volgen het dagboek van Van Lennep op de voet, en zijn verbaasd over het gemak waarmee de route uit 1823 in het jaar 2000 is terug te vinden.

## Afleveringen
1. Malaiseover de miserabele staat van de Nederlandse steden en economie na de Franse tijd
Route: Amsterdam, Zaandam, Zaanse Schans, Purmerend, Monnickendam, Marken, Edam, Hoorn, Enkhuizen
2. In de Vreeze des Heerenover het ontzag voor God en vrees voor de natuur versus de inzichten van de Verlichting
Route: Lemmer, Sondel, Sloten, Stavoren, Hindeloopen, Workum, Bolsward, Harlingen, Franeker
3. Ons kent Onsover de elite, de enige bindende factor in een verdeelde natie
Route: Franeker - Berlikum, Het Bildt, St. Annaparochie, Stiens, Leeuwarden, Dokkum, Stroobos, Groningen
4. Van graanboeren en heikneutersover landbouw en 'onland' in het begin van de 19e eeuw
Route: Groningen, Ezinge, Ruigezand, Zoutkamp, Ulrum, Leens, Zuurdijk, Wehe, Den Andel, Warffum, Usquert, Uithuizen, Appingedam, Beerta, Beersterhamrik, Nieuweschans, Winschoten, Oude Pekela, Nieuwe Pekela, Stadskanaal, Wildervank, Hoogezand, Zuidlaren, Drentsche A, Loon, Assen, Rolde, Gieten, Drouwen, Bronniger, Gasselte, Westerbork, Drieper
5, Weldadigheid en onbehagenover het revolutionaire, 19e-eeuwse, sociale experiment van rehabilitatie van paupers, en de groeiende onmin tussen de reisgenoten Van Lennep en Van Hoogendorp
Route: Steenwijk, Frederiksoord, Willemsoord, Heerenveen, Gorredijk, Joure, Lemmer, Kuinre, Blokzijl, Vollenhove
6. Wie niet werkt zal niet etenover het straffen van de armen en de pretjes van de elite
Route: Vollenhove, Genemuiden, Kampen, Zwolle, Zwartewater, Hattem, Zwartsluis, Dedemsvaart, Rollecate, Ommerschans, Ootmarsum, Bad Bentheim
7. Mest en Damastover ziekte, stank en welzijn
Route: Bad Bentheim, Enschede, Hengelo, Delden, Almelo, Deventer, paleis Het Loo, Lochem, Groenlo, Geesteren, Borculo, Bredevoort, Doesburg, Dieren, Brummen, Zutphen
8. Tijdverschjnselenover 'zonnetijd' en postkoetsen in een nog onbegaanbaar land
Route: Zutphen, Brummen, De Steeg, Middachten, Velp, Arnhem, Wageningen, Rhenen, Elst, Amerongen, Eck, Tiel, Wamel, Druten, Nijmegen, Lent, Ubbergen, Beek, Grave, Schaaiksenhoek, Den Bosch
9. Een haastig afscheidover het afgeraffelde einde van de inspectietocht van de studiegenoten, "die elkaar daarna waarschijnlijk nooit meer hebben gezien" (Mak)
Route: Amersfoort, Utrecht, Vreeswijk, Vianen, Asperen, Leerdam, Gorkum, Breda, Wouw, Bergen op Zoom, Scherpenisse, Gorishoek, Yerseke, Goes, Sloe, Arnemuiden, Middelburg, Westkapelle, Vlissingen, Veere, Colijnsplaat, Zierikzee, Amsterdam, Jacob van Lennepstraat

## Credits
- scenario en presentatie: Geert Mak
- samenstelling, regie en camera: Theo Uittenbogaard
- idee en realisatie: René Mendel
- research en productie: Ottoline Rijks, Julie Hoeben
- tweede camera: Willem Heshusius
- historische adviezen: Marita Mathijsen
- stem Jacob van Lennep: Gerard van Lennep
- montage: Vera Jong
- geluidsmixage: Huibert Boon
- online en titelmontage: Rienk Leendertse
- kleurcorrectie: Ronald van Dieren
- archiefmateriaal: Filmmuseum, NAA
- postproductie: Edit Point
- eindredactie RVU: Henk Baard

## Spin Off
- Het succes van deze eerste televisieserie was de reden dat de VPRO het in 2007 aandurfde een 35-delige verfilming van het boek In Europa van Geert Mak, te beginnen. De reeks gaat over de geschiedenis van Europa in de 20e eeuw. Hierin worden belangrijke locaties in die geschiedenis in beeld gebracht zoals ze er toen en nu uitzien. De 35 afleveringen werden uitgezonden over twee seizoenen.
- HOLLAND van Texel tot Tiengemeten, was een tweede 8-delige cultuurhistorische televisieserie, met de Zomer van 1823 als voorbeeld. Dit betrof een reis door het gebied, dat vroeger (1101-1795) het Graafschap Holland heette. De makers, verslaggever Kees Slager en de filmer Theo Uittenbogaard, noemden hun tocht landschaplezen, omdat geen vierkante centimeter van dit gebied niet door mensen is aangeraakt en vormgegeven. De AVRO zond de serie, voor het eerst in 2003, abusievelijk uit onder de verwarrende titel Ik hou van Holland, naar de titelsong door Joseph Schmidt.